# Ameletus tarteri
Ameletus tarteri is een haft uit de familie Ameletidae. De wetenschappelijke naam van de soort is voor het eerst geldig gepubliceerd in 1987 door Burrows.
De soort komt voor in het Nearctisch gebied.